# Zuid-Australië
Zuid-Australië (Engels: South Australia) is een deelstaat van Australië en is gelegen aan de zuidkust van Australië. Met een oppervlakte van 983.482 km² is het de op twee na grootste staat van het land. Het inwonersaantal bedraagt 1,7 miljoen, waarvan de overgrote meerderheid in Adelaide woont. Gemiddeld wonen er minder dan twee mensen op een vierkante kilometer in de staat. In het oosten grenst Zuid-Australië aan Victoria en New South Wales, in het noordoosten aan Queensland, in het noorden aan het Noordelijk Territorium en in het westen aan West-Australië. Ongeveer een achtste deel van Zuid-Australië wordt ingenomen door het militair testterrein Woomera Prohibited Area.
Veel namen in en rond deze staat verwijzen naar Matthew Flinders en Nicolas Baudin. Deze ontdekkingsreizigers waren, door respectievelijk Engeland en Frankrijk, uitgestuurd om de zuidkust van Australië te verkennen en het land op te eisen. Flinders kwam als eerste aan in wat sinds 1836 de naam draagt van Adelaide.

## Geografie
De hoofdstad Adelaide ligt in het zuidoosten aan de St.- Vincentgolf. De oorspronkelijke hoofdstad Kingscote, op Kangaroo Island, bleek niet te kunnen voldoen aan de watervereisten van de inwoners en werd daarom vervangen door Adelaide. Een andere plaats is Oodnadatta.
De beruchte Nullarborvlakte strekt zich gedeeltelijk uit over het westen van Zuid-Australië.

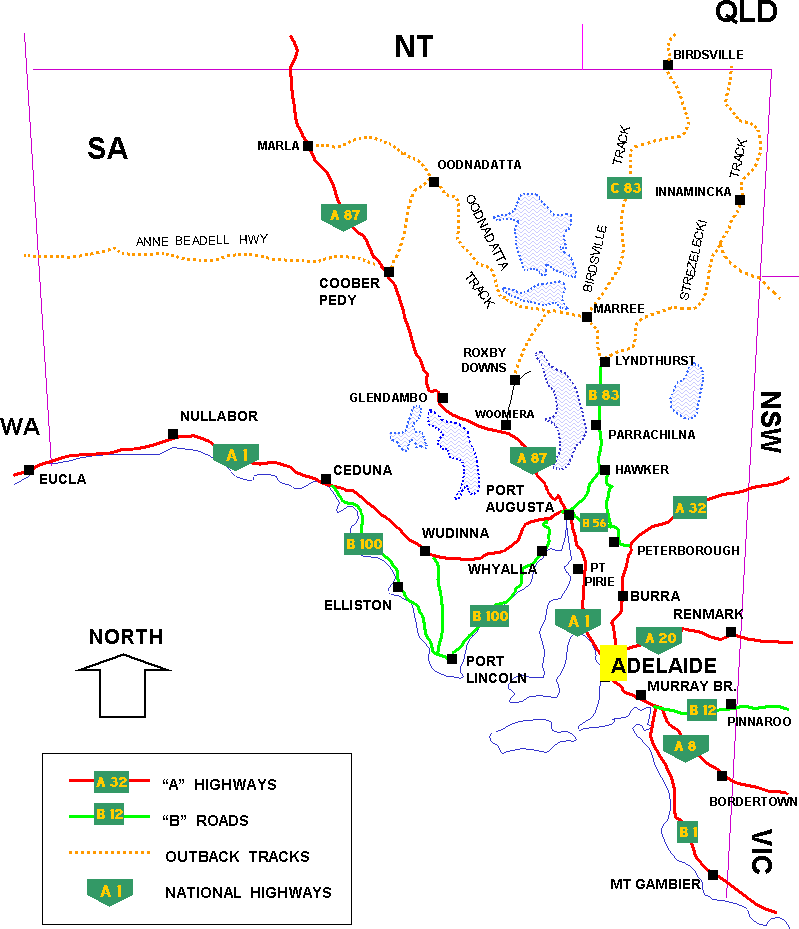
Zuid-Australische steden, dorpen en nederzettingen en wegennetwerk

| Regio's: - Adelaide Hills - Barossavallei - Clarevallei - Eyre Peninsula - Fleurieu Peninsula - Flinders Ranges - Limestone Coast - Nullarborvlakte - Riverland - Yorke Peninsula Rivieren: - Cooper Creek - Marne - Murray - Onkaparinga - Port - River Torrens | Meren: - Lake Albert - Lake Alexandrina De staat bevat ook de grootste zoutmeren van Australië: - Eyremeer - Torrensmeer - Gairdnermeer - Fromemeer Eilanden: - Granite-eiland - Hindmarsheiland - Kangaroo-eiland - Neptune-eiland - Nuyts Archipel - Flinderseiland - Pearsoneiland | Snelwegen: - Barrier Highway - Barossa Valley Highway - Barrier Highway - Dukes Highway - Eyre Highway - Flinders Highway - Lincoln Highway - Main North Road - Mallee Highway - Princes Highway - Riddoch Highway - Stuart Highway - Sturt Highway |

## Klimaat
Zuid-Australië is de droogste staat van Australië, en een groot gedeelte ervan is dor en woestijnachtig.
Het oostelijk gedeelte van de Grote Victoriawoestijn ligt in deze staat. In het noordoosten liggen de beruchte Simpsonwoestijn en de Tirariwoestijn.
De deelstaat Zuid-Australië heeft Local Government Area's.

## Wijn
In de deelstaat zijn veel wijndruiven aangeplant. Ongeveer 50% van de nationale wijnproductie vindt in deze deelstaat plaats. De meeste wijnboeren zijn te vinden in het zuidoosten van de deelstaat tegen de grens met Victoria.